# Wahlbezirk Tirol 2
Der Wahlbezirk Tirol 2 war ein Wahlkreis für die Wahlen zum Abgeordnetenhaus im österreichischen Kronland Tirol. Der Wahlbezirk wurde 1907 mit der Einführung der Reichsratswahlordnung geschaffen und bestand bis zum Zusammenbruch der Habsburgermonarchie.

## Geschichte
Nachdem der Reichsrat im Herbst 1906 das allgemeine, gleiche, geheime und direkte Männerwahlrecht beschlossen hatte, wurde mit 26. Jänner 1907 die große Wahlrechtsreform durch Sanktionierung von Kaiser Franz Joseph I. gültig. Mit der neuen Reichsratswahlordnung schuf man insgesamt 516 Wahlbezirke, wobei mit Ausnahme Galiziens in jedem Wahlbezirk ein Abgeordneter im Zuge der Reichsratswahl gewählt wurde. Der Abgeordnete musst sich dabei im ersten Wahlgang oder in einer Stichwahl mit absoluter Mehrheit durchsetzen. Der Wahlkreis Tirol 2 umfasste Innsbruck ohne die Gebiete des Wahlbezirks 1 (den vom rechten Innufer und den Bahnkörpern der Süd- und Staatsbahn umschlossenen Teil) sowie die Ortsgemeinden Mühlau (Gerichtsbezirk Hall) und Höttingen (Gerichtsbezirk Innsbruck).
Aus der Reichsratswahl 1907 ging Simon Abram (Sozialdemokratische Arbeiterpartei) als Sieger hervor. Abram konnte sein Mandat auch bei der Reichsratswahl 1911 erfolgreich verteidigen.

## Wahlen

### Reichsratswahl 1907
Die Reichsratswahl 1907 wurde am 14. Mai 1907 (erster Wahlgang) sowie am 23. Mai 1907 (Stichwahl) durchgeführt.

#### Erster Wahlgang
| Kandidat                                                                    | Partei                             | Wahlkreis- stimmen | Stimmen- anteil |
| --------------------------------------------------------------------------- | ---------------------------------- | ------------------ | --------------- |
| Simon Abram                                                                 | Sozialdemokratische Arbeiterpartei | 1793               | 47,3 %          |
| Josef Deutschmann                                                           | Christlichsoziale Partei           | 842                | 22,2 %          |
| Franz Thurner                                                               | Deutsche Volkspartei               | 664                | 17,5 %          |
| Roman Mößl                                                                  | Konservative                       | 396                | 10,4 %          |
| Fritz Lantscher                                                             | Alldeutsche Vereinigung            | 82                 | 2,2 %           |
| Sonstige                                                                    |                                    | 17                 | 0,4 %           |
| Wahlberechtigte: 4585, Ungültige/Leere Stimmen: 15, Wahlbeteiligung: 83,1 % |                                    |                    |                 |

#### Stichwahl
| Kandidat                                                                    | Partei                             | Wahlkreis- stimmen | Stimmen- anteil |
| --------------------------------------------------------------------------- | ---------------------------------- | ------------------ | --------------- |
| Simon Abram                                                                 | Sozialdemokratische Arbeiterpartei | 2128               | 58,3 %          |
| Josef Deutschmann                                                           | Christlichsoziale Partei           | 1521               | 41,7 %          |
| Wahlberechtigte: 4585, Ungültige/Leere Stimmen: 49, Wahlbeteiligung: 80,7 % |                                    |                    |                 |

### Reichsratswahl 1911
Die Reichsratswahl 1911 wurde am 13. Juni 1911 durchgeführt. Die Stichwahl entfiel auf Grund des absoluten Mehrheit für Simon Abram im ersten Wahlgang.
| Kandidat                                                                    | Partei                             | Wahlkreis- stimmen | Stimmen- anteil |
| --------------------------------------------------------------------------- | ---------------------------------- | ------------------ | --------------- |
| Simon Abram                                                                 | Sozialdemokratische Arbeiterpartei | 2322               | 50,1 %          |
| Urban Sanktjohanser                                                         | Christlichsoziale Partei           | 1361               | 29,4 %          |
| Heinrich Suske                                                              | Deutschfreiheitliche Partei        | 919                | 19,8 %          |
| Sonstige                                                                    |                                    | 33                 | 0,7 %           |
| Wahlberechtigte: 5731, Ungültige/Leere Stimmen: 72, Wahlbeteiligung: 82,1 % |                                    |                    |                 |